# Bahnstrecke Panský–Krásná Lípa
| |                      |                                                           |                                                           |
| Kursbuchstrecke (SŽ): | 085                  |                                                           |                                                           |
| Streckenlänge: | 5,407 km             |                                                           |                                                           |
| Spurweite: | 1435 mm (Normalspur) |                                                           |                                                           |
| Maximale Neigung: | 20,7 ‰               |                                                           |                                                           |
| Streckengeschwindigkeit: | 40 km/h              |                                                           |                                                           |
| |                      |                                                           |                                                           |
| \| \| \| von Mikulášovice dolní n. (vorm. Nordböhm. Industriebahn) \| \| \| \| 0,000 \| Panský früher Herrnwalde \| Panský früher Herrnwalde \| \| \| \| nach Rumburk (vorm. Nordböhm. Industriebahn) \| \| \| \| 2,482 \| Zahrady u Rumburka früher Gärten (b Rumburg) \| Zahrady u Rumburka früher Gärten (b Rumburg) \| \| \| \| von Ebersbach (Sachs) (vorm. BNB) \| \| \| \| 5,407 \| Krásná Lípa früher Schönlinde \| Krásná Lípa früher Schönlinde \| \| \| \| nach Bakov nad Jizerou (vorm. BNB) \| \| \| \| \| \| \| \| Quellen: [1] \| \| \| \| |                      |                                                           |                                                           |
| Strecke |                      | von Mikulášovice dolní n. (vorm. Nordböhm. Industriebahn) | von Mikulášovice dolní n. (vorm. Nordböhm. Industriebahn) |
| Bahnhof | 0,000                | Panský früher Herrnwalde                                  | Panský früher Herrnwalde                                  |
| Abzweig geradeaus und nach links |                      | nach Rumburk (vorm. Nordböhm. Industriebahn)              | nach Rumburk (vorm. Nordböhm. Industriebahn)              |
| Haltepunkt / Haltestelle | 2,482                | Zahrady u Rumburka früher Gärten (b Rumburg)              | Zahrady u Rumburka früher Gärten (b Rumburg)              |
| Abzweig geradeaus und von links |                      | von Ebersbach (Sachs) (vorm. BNB)                         | von Ebersbach (Sachs) (vorm. BNB)                         |
| Bahnhof | 5,407                | Krásná Lípa früher Schönlinde                             | Krásná Lípa früher Schönlinde                             |
| Strecke |                      | nach Bakov nad Jizerou (vorm. BNB)                        | nach Bakov nad Jizerou (vorm. BNB)                        |
| |                      |                                                           |                                                           |
| Quellen: |                      |                                                           |                                                           |

Die Bahnstrecke Panský–Krásná Lípa ist eine regionale Eisenbahnverbindung in Tschechien, die ursprünglich von der Nordböhmischen Industriebahn als staatlich garantierte Lokalbahn erbaut und betrieben wurde. Die kurze Strecke zweigt in Panský (Herrnwalde) von der Bahnstrecke Mikulášovice–Panský–Rumburk ab und führt im Böhmischen Niederland nach Krásná Lípa (Schönlinde), wo sie in die Bahnstrecke Bakov nad Jizerou–Ebersbach einmündet.
Nach einem Erlass der tschechischen Regierung ist die Strecke seit dem 20. Dezember 1995 als regionale Bahn („regionální dráha“) klassifiziert.

## Geschichte
Nachdem 1884 die Böhmische Nordbahn die Bahnstrecke von Rumburg über Schluckenau nach Nixdorf eröffnet hatte, forderten auch die südlich dieser Strecke gelegenen Orte ihren Bahnanschluss. Im Jahre 1894 gründete sich unter Führung des Industriellen Kindermann das Konsortium Nordböhmische Industriebahn, welche die Bahn zwischen Nixdorf, Zeidler, Herrnwalde und Rumburg, mit einem Abzweig nach Schönlinde in eigener Regie bauen wollte.
Die Konzession zum Baue und Betriebe einer als normalspurige Localbahn auszuführenden Locomotiveisenbahn wurde am 3. August 1901 durch den österreichischen Staat erteilt. Die neue Bahn kam fast ohne besondere Kunstbauten wie Brücken, Tunnel oder Einschnitte aus. Als einzige Betriebsstelle außer den beiden Anschlussbahnhöfen richtete man einen Haltepunkt in Gärten (heute: Zahrady u Rumburka) ein. Im Oktober 1902 konnten die Bauarbeiten schließlich beendet werden. Mit einem Festzug wurde die neue Bahnlinie am 28. Oktober 1902 feierlich eröffnet.

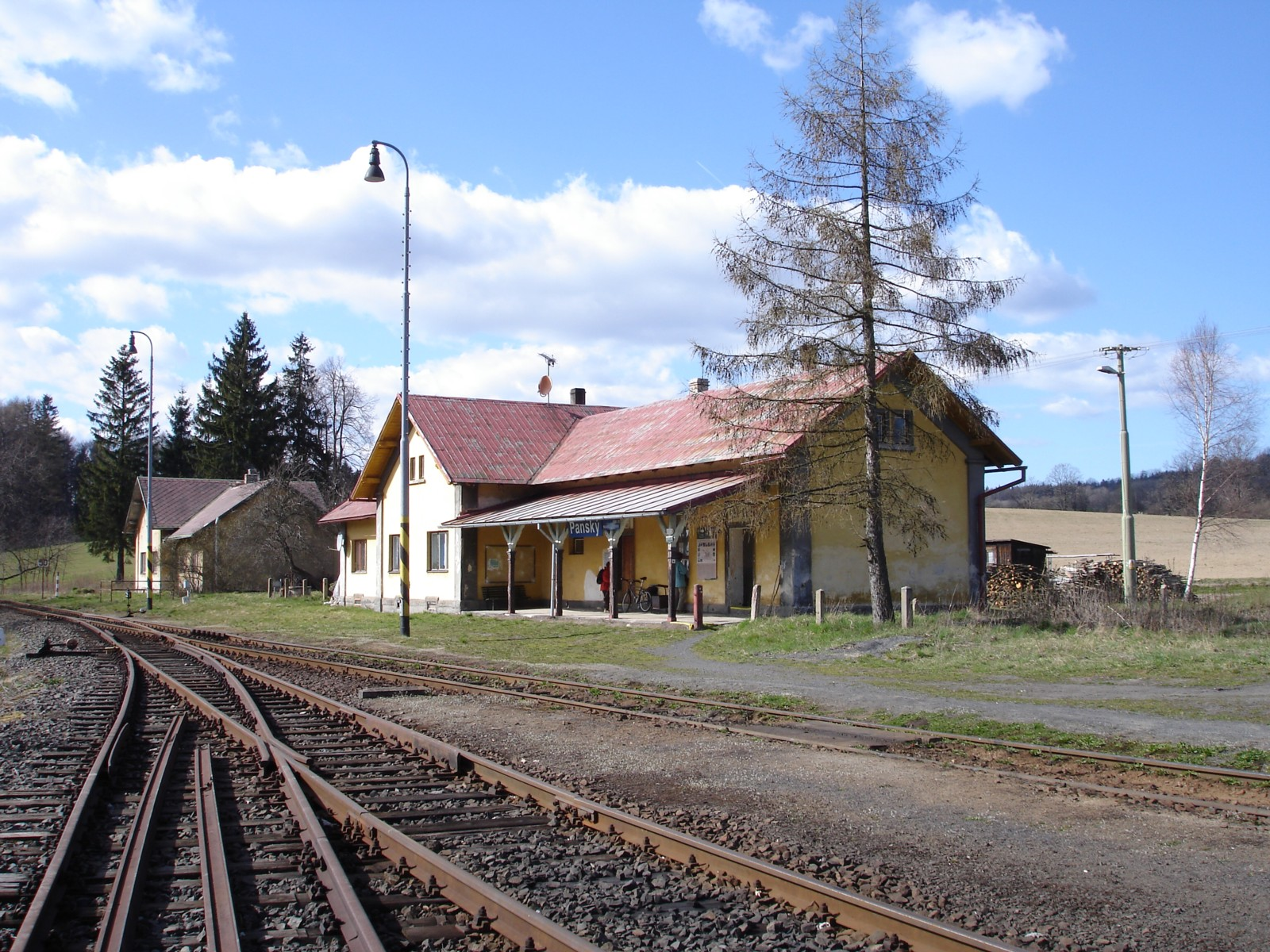
Bahnhof Panský (2007)

Den Betrieb führten zunächst die k.k. Staatsbahnen (kkStB) auf Rechnung der Eigentümer aus. Nach dem Ersten Weltkrieg 1918 übernahmen die neu gegründeten Tschechoslowakischen Staatsbahnen ČSD diese Aufgabe. Der erste Fahrplan der ČSD von 1919 verzeichnete drei Zugpaare zwischen Herrnwalde und Krásná Lípa. Die Fahrzeit über die 5 Kilometer lange Strecke betrug 15 Minuten.
Am 1. Januar 1925 wurde die Nordböhmische Industriebahn verstaatlicht und in die ČSD eingegliedert.
Am 1. Oktober 1938 fiel das Bahngebiet wie das gesamte Sudetenland entsprechend dem Münchner Abkommen an Deutschland. Bei der Räumung des Gebietes Ende September 1938 zerstörten tschechoslowakische Truppen etwa zwei Kilometer der Strecke mit einem sogenannten Schienenwolf.
Die Verwaltung der Strecke übernahm nun die Deutsche Reichsbahn, Reichsbahndirektion Dresden. Im Reichskursbuch war die Verbindung nun als Kursbuchstrecke 162f Schönlinde-Herrnwalde enthalten. Der Fahrplan von 1944 enthielt insgesamt fünf Personenzugpaare auf der Gesamtstrecke, die bis auf eines nur werktags verkehrten. Die Fahrzeit betrug 12 Minuten. Am Ende des Zweiten Weltkriegs im Mai 1945 wurde der Betrieb eingestellt.
Nach dem Ende des Krieges kam die Strecke zu den wieder gegründeten ČSD. Die Verkehrsleistung verringerte sich infolge der Vertreibung der deutschen Bevölkerung auf ein Minimum. Ende der 1980er Jahre beschränkte sich der Reiseverkehr nur noch auf den Bedarf des Berufsverkehrs, wobei nach wie vor täglich gefahren wurde. Der Fahrplan 1988 verzeichnete nur drei Züge in der Relation Rumburk–Pansky–Krásná Lípa und zwei in der Gegenrichtung.
1997 drohte wegen der geringen Verkehrsbedeutung erstmals die Einstellung des Bahnbetriebes. Eine damals vorgesehene Übernahme der Strecke durch einen privaten Betreiber kam jedoch nicht zustande. Heute verkehren Reisezüge nur noch an Wochenenden und Feiertagen. Der Jahresfahrplan 2010 verzeichnete zwei Reisezugpaare in der Relation Rumburk–Krásná Lípa–Pansky–Dolní Poustevna. Güterverkehr findet nicht mehr statt.

## Fahrzeugeinsatz
In den ersten Betriebsjahren kamen auf der Strecke die Lokalbahnlokomotiven der kkStB-Reihe 97 (ČSD 310.0) vor gemischten Zügen zum Einsatz.
Ab dem 1. Mai 1932 setzte die ČSD im Personenverkehr die Turmtriebwagen der ČSD-Baureihe M 120.4 ein. Belegt ist auch die Verwendung von Triebwagen der ČSD-Baureihe M 242.0 Ende der 30er Jahre.
Nach dem Zweiten Weltkrieg wurden die mittlerweile überalterten Turmtriebwagen von der neu in Dienst gestellten Baureihe M 131.1 verdrängt. Heute kommen im Reisezugverkehr die ab Ende der 70er Jahre in Dienst gestellten Triebwagen der Baureihe 810 (ČSD-Baureihe M 152.0) sowie die aus diesen Fahrzeugen rekonstruierten Triebwagen der Reihe 814 („Regionova“) zum Einsatz.
Zwischen den Jahren 2014 und einschließlich 2017 wurde der Reiseverkehr planmäßig mit den modernen Triebwagen der ČD-Baureihe 844 („Regioshark“) abgewickelt.
Seit 2018 setzt České dráhy auf der Strecke ausschließlich Triebwagen der ČD-Baureihe 810 bzw. ČD-Baureihe 814 ein.